# Minuit à Frisco
Pour plus de détails, voir Fiche technique et Distribution.
Minuit à Frisco (The River Pirate) est un film  sonore américain en noir et blanc, réalisé par William K. Howard, sorti en 1928. Adapté du roman de 1928 Charles Francis Coe, ce film est une vision urbaine et moderne du Capitaine Kidd et de ses boucaniers.

## Synopsis
À New York, le marin Fritz purge sa peine de prison en enseignant l'art de la voile dans une maison de correction. Il a une grande influence sur un des élèves, Sandy, jeune vagabond des quais. Fritz est bientôt libéré sur parole et fait s'échapper Sandy de l'école pour en faire un voleur d'entrepôts sur les quais de Manhattan. Sandy est partagé entre sa loyauté envers Fritz et son amour naissant pour Marjorie, la fille d'un détective qui veut le voir filer droit.

## Fiche technique
- Titre français : Minuit à Frisco
- Titre original : The River Pirate
- Réalisation : William K. Howard
- Scénario : Malcolm Stuart Boylan, Ben Markson, John Reinhardt, d'après le roman du même nom de Charles Francis Coe (1928)
- Société de production et de distribution : Fox Film
- Photographie : Lucien N. Andriot
- Montage : Jack Dennis
- Pays de production : États-Unis
- Langue d'origine : anglais
- Format : Noir et blanc - 35 mm - 1,33:1 - Son : mono (Western Electric Sound System) (passages parlés et musique)
- Genre : Aventure
- Durée : 77 minutes
- Dates de sortie : 
  - États-Unis : 26 août 1928
  - France : 5 décembre 1929

## Distribution
- Victor McLaglen : Fritz, le marin
- Lois Moran : Marjorie Cullen
- Nick Stuart : Sandy
- Earle Foxe : Shark
- Donald Crisp : Caxton
- Bob Perry : Gerber

## Sources
- (en) Minuit à Frisco sur Eastman Museum
- Minuit à Frisco sur EncycloCiné
- Minuit à Frisco, le magazine tiré du film